# Ихтиофтириоз

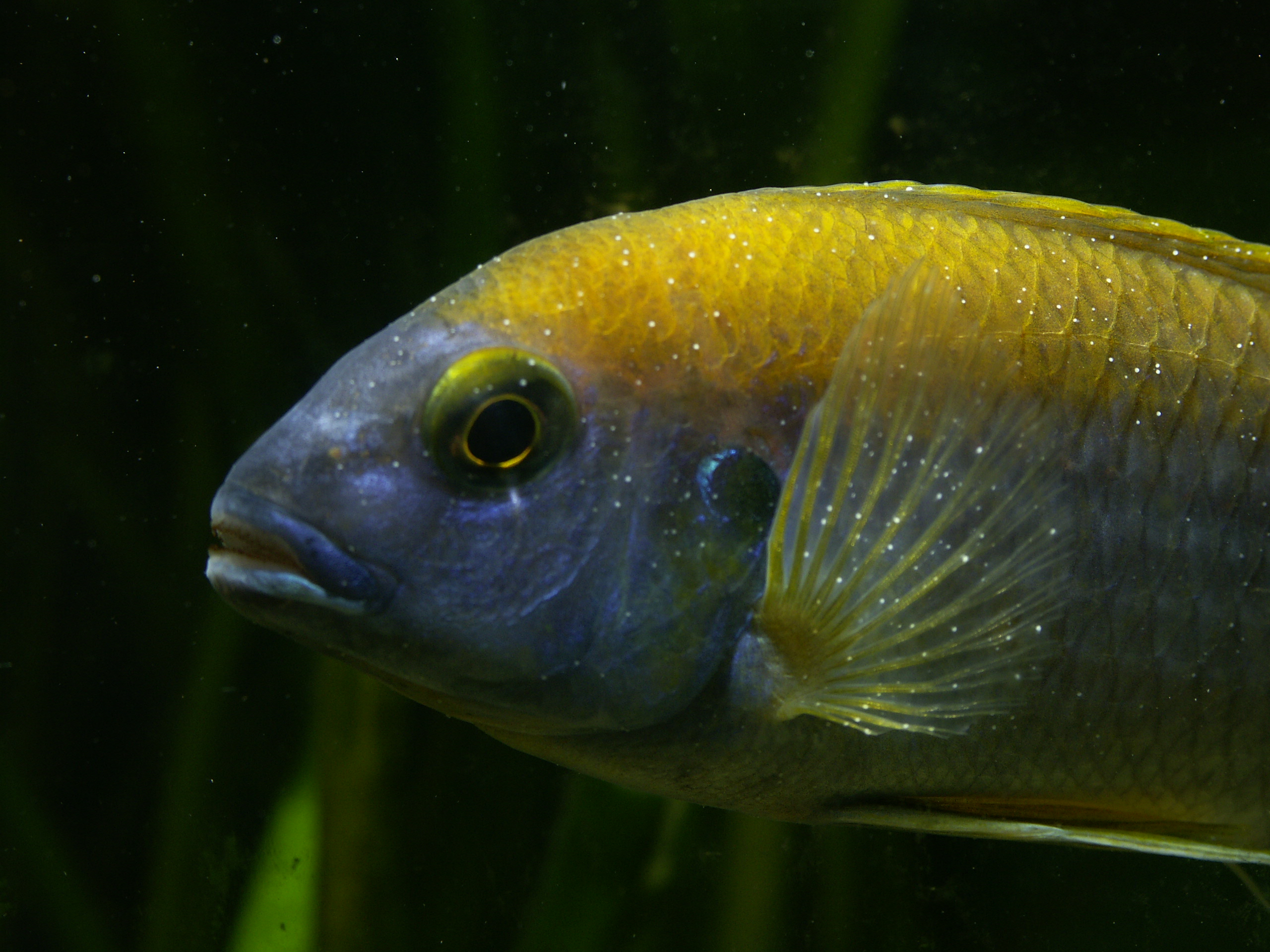
Ихтиофтириоз на рыбе.

Ихтиофтириоз (в просторечии «белая точка», «манка», «ихтик») — заболевание рыб, вызываемое реснитчатыми инфузориями Ichthyophthirius multifiliis.
Заболевание особенно опасно в замкнутых пространствах, где оно быстро распространяется от одной рыбы до другой. Ихтиофтириоз, по причине которого умирает большинство аквариумных рыб, может наносить заметный урон водной культуре. Морской ихтиофтириоз является следствием деятельности другой реснитчатой инфузории, Cryptocaryon.
Инфузория «ихтиофтириус» — наиболее распространённый из простейших, паразитирующих на рыбах. Взрослые инфузории варьируются по форме от овала до круга и размерами от 0,5 до 1 мм, покрыты щетинками и содержат ядро в форме лошадиного копыта. Ихтиофтириозная инвазия обычно заметна в форме белых точек на боку и плавниках рыбы. Рыба также может необычно себя вести, например, трётся о различные предметы. Эти белые точки — карманы рыбного эпителия, содержащие клетки ихтиофтириуса, называемые трофозоитами или трофонтами, которые питаются тканями носителя и могут вырастать до 1 мм в диаметре.
После недели паразитизма взрослый трофозоит покидает носителя, оседает на дно и выделяет цисту. Клетка в цисте, называемая томонтом, проходит быстрое деление в течение суток и производит на свет 600—1000 дочерних клеток, называемых томитами. Как только они взрослеют, они покидают цисту и развиваются в теронта (бродяжку), который очень мобилен. Теронты затем инфицируют новую рыбу, зарываясь в наружные части, под чешую или, наиболее часто, в жаберные пластины. Полный цикл развития обычно занимает от 7 до 10 дней.
Ихтиофтириус не присутствует в каждом аквариуме или пруду. Основные пути заноса в аквариум — с новыми рыбами и водой, в которой они привезены. Аквариумные магазины с хорошей репутацией всегда проводят перед продажей карантин рыбок для выявления и излечения ихтиофтириоза и других болезней. Но даже профессионалы могут не заметить отдельную крупинку, особенно, скрытую в жабрах. Поэтому купленные рыбы могут выглядеть здоровыми, но нести на себе паразитов, невидимых простым глазом; это особенно относится к светлоокрашенным рыбам. Также в воде, в которой транспортировались рыбы, могут присутствовать невидимые невооружённым глазом стадии существования паразита. Менее распространённым источником заражения являются капли воды, попавшие в аквариум с живыми кормами, добытыми из природных водоёмов, в которых обитает рыба.

## Лечение
Прежде всего, следует избегать занесения возбудителей ихтиофтириоза в аквариум. Если имеется запасной аквариум подходящего размера, следует проводить для новых рыбок двухнедельный карантин, что позволит выявить возможное присутствие паразита на рыбах или в транспортной воде. При пониженной температуре воды жизненный цикл паразита замедлится и проявление инфекции может задержаться. Для лечения ихтиофтириоза существует ряд коммерческих препаратов, большинство которых весьма эффективно. Наибольшей чувствительностью к химическим препаратам обладает инфекционный теронт, тогда как паразитирующая на рыбах стадия частично защищена кожным покровом рыб, а репродуктивный томонт защищён оболочкой цисты. Надо начать лечение сразу же, как только вы заметили появление белых крупинок, даже если они появились лишь на одной рыбе. Следует провести лечение во всём аквариуме, что необходимо для уничтожения водных стадий существования паразита. Надо провести полный курс лечения, даже если белые крупинки с рыбок исчезли.
Инфекция проявляется обычно, когда в аквариум вводится новая рыба, или от стресса.
Только свободно-плавающие формы паразита (теронты) подвержены действию лекарств; ни трофонты под эпителием, ни цисты-томонты не могут быть убиты. Температура воды должна быть поднята до 28—30 °C, уменьшая жизненный цикл инфузорий (ускоренный переход в фазу теронтов иногда опасен).
В небольших объёмах воды наиболее рекомендуемым способом лечения ихтиофтириоза является добавление поваренной соли до тех пор, пока не будет достигнута плотность воды 1,002 г/см³, так как паразиты менее толерантны к соли, нежели рыба. Это непрактично в прудах, поскольку даже самое небольшое растворение соли в воде (0,01 %, или 100 мг/л) будет требовать большие количества соли. Рыба может быть помещена в 0,3 % (3 г/л) раствор на время от 30 с до нескольких минут либо может быть подвержена постоянному пребыванию в воде с низкой концентрацией (0,05 %). Соль в низких концентрациях является средством контроля ихтиофтириуса в циркулируемых системах без повреждения биофильтра.
Химические способы лечения включают в себя формалин, малахитовый зелёный, медный купорос и перманганат калия, но они могут повреждать растения и беспозвоночных животных, таких как брюхоногие. Все способы лечения нацелены на уничтожение свободно живущих теронтов и томонтов, которые выживают только в течение двух-трёх дней в отсутствие рыбы-носителя, поэтому лечение следует продолжать в течение нескольких дней после того, как белые точки исчезнут с рыбы. Это обычно занимает около недели при комнатной температуре, 10 дней при температуре 27 °C и 6 дней при 29 °C.